# Walter Buss
Walter Buss (* 24. März 1920 in Groß-Gerau; † 8. Oktober 2017) war ein Vorsitzender Richter am Bundessozialgericht.

## Leben
Walter Buss war zunächst Richter am Amtsgericht Mannheim, von wo er als wissenschaftlicher Mitarbeiter an das Bundesverfassungsgericht abgeordnet wurde. Er wurde Richter am Landessozialgericht Baden-Württemberg und schließlich Richter am Bundessozialgericht. Dort war er von August 1974 zum 1. April 1988 Vorsitzender des für die gesetzliche Rentenversicherung, die landwirtschaftliche Altershilfe und Krankenversicherung sowie das Arbeitsförderungsrecht zuständigen 11. Senates des Bundessozialgerichts. Buss gehörte dem Koordinierungsausschusses zur Vereinheitlichung der öffentlich-rechtlichen Gerichtsverfahrensgesetze an, der vom Bundesministerium der Justiz gebildet worden war. Am 1. April 1988 trat er in den Ruhestand.